# Arthroleptella landdrosia
Espèce
Statut de conservation UICN

 NT  : Quasi menacé
Arthroleptella landdrosia est une espèce d'amphibiens de la famille des Pyxicephalidae.

## Répartition
Cette espèce est endémique du Sud-Ouest de la province de Cap-Occidental en Afrique du Sud. Elle se rencontre jusqu'à 1 600 m d'altitude,.

## Publication originale
- Dawood & Channing, 2000 : A molecular phylogeny of Moss Frogs from the Western Cape, South Africa, with a description of a new species. Journal of Herpetology, vol. 34, p. 375-379.